# کاتبرت بورناپ
کاتبرت بورناپ (به انگلیسی: Cuthbert Burnup) بازیکن کریکت و فوتبال زادهٔ ۲۱ نوامبر ۱۸۷۵ اهل کشور انگلستان بود که سابقهٔ بازی در تیم ملی فوتبال انگلستان را در کارنامهٔ خود دارد. وی در تاریخ ۴ آوریل ۱۸۹۶ تنها بازی ملی خود را در مقابل تیم ملی فوتبال اسکاتلند انجام داد.